# Atque nos!

Atque nos! este o poezie scrisă de George Coșbuc, nepublicată în volum, apărută în februarie 1886.